# Maria Imma Mack

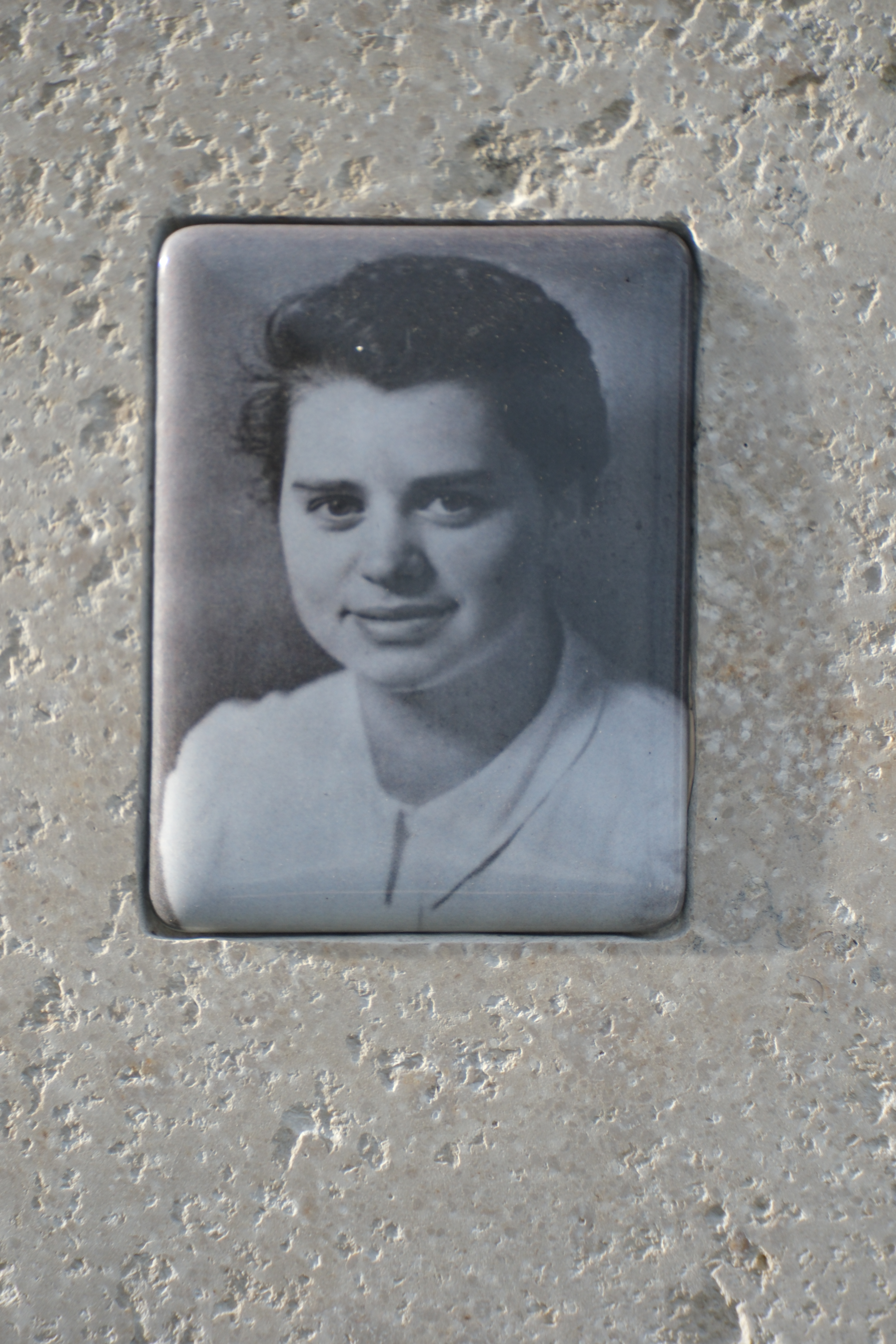
Josefa Mack

Schwester Maria Imma Mack (* 10. Februar 1924 als Josefa Mack in Möckenlohe bei Eichstätt; † 21. Juni 2006 in München) war eine Ordensschwester der Kongregation der Armen Schulschwestern von Unserer Lieben Frau in München. Sie versorgte unter dem Decknamen Mädi heimlich die Häftlinge des KZ Dachau mit Lebensmitteln, Briefen und liturgischen Gegenständen.

## Leben
Josefa Mack wurde 1940 Kandidatin der Armen Schulschwestern und arbeitete seit 1942 als Helferin im Kinderheim des Ordens in Freising. 1944 erhält sie erstmals den Auftrag, in der Gärtnerei des KZ Dachau Pflanzen und Blumen einzukaufen. Sie nahm den erbärmlichen Zustand der Häftlinge dort wahr und motivierte ihre Mitschwestern, Lebensmittel zu sparen, um sie in das KZ einschmuggeln zu können. Wöchentlich fuhr sie von Mai 1944 bis April 1945, im Sommer mit dem Fahrrad, im Winter mit einem Schlitten, den sie zog, zum KZ Dachau und versorgte die Häftlinge unter dem Vorwand des Blumenkaufs mit Nahrungsmitteln.
Der junge inhaftierte Priester Ferdinand Schönwälder, der in der Verkaufsstelle arbeitete, bat sie, für die Häftlinge Briefe aus dem Lager zu schmuggeln. Obwohl ihr bewusst war, dass auf das Schmuggeln von Briefen die Todesstrafe stand, sagte sie zu und stellte so den Kontakt der Häftlinge zu ihren Angehörigen und zum Erzbischof von München und Freising Kardinal Michael von Faulhaber her. Schönwälder bat sie schließlich, bei der geplanten geheimen Priesterweihe des inhaftierten Diakons Karl Leisner durch den Mithäftling Bischof Gabriel Piguet von Clermont-Ferrand behilflich zu sein. Sie schmuggelte daraufhin liturgische Gegenstände wie Hostien, Messwein, Kerzen, Öle und Gewänder in das KZ Dachau ein. Es war die einzige Weihe eines katholischen Priesters in einem NS-Konzentrationslager. Papst Johannes Paul II. hat Leisner 1996 bei seinem Deutschlandbesuch in Berlin seliggesprochen.
1945 trat sie ins Noviziat der Kongregation der Armen Schulschwestern von Unserer Lieben Frau in München ein und nahm den Ordensnamen Maria Imma an. Ihre Profess legte sie ein Jahr später ab. 1951 bestand sie ihre Meisterprüfung zur Damenschneiderin.
Ihre Lebenserinnerungen, vor allem an die Zeit der nationalsozialistischen Herrschaft, veröffentlichte sie 1989 unter dem Titel Warum ich Azaleen liebe. Schwester Maria starb im Alter von 82 Jahren in ihrem Kloster in München und wurde auf dem Münchner Ostfriedhof beigesetzt.

## Auszeichnungen und Gedenken

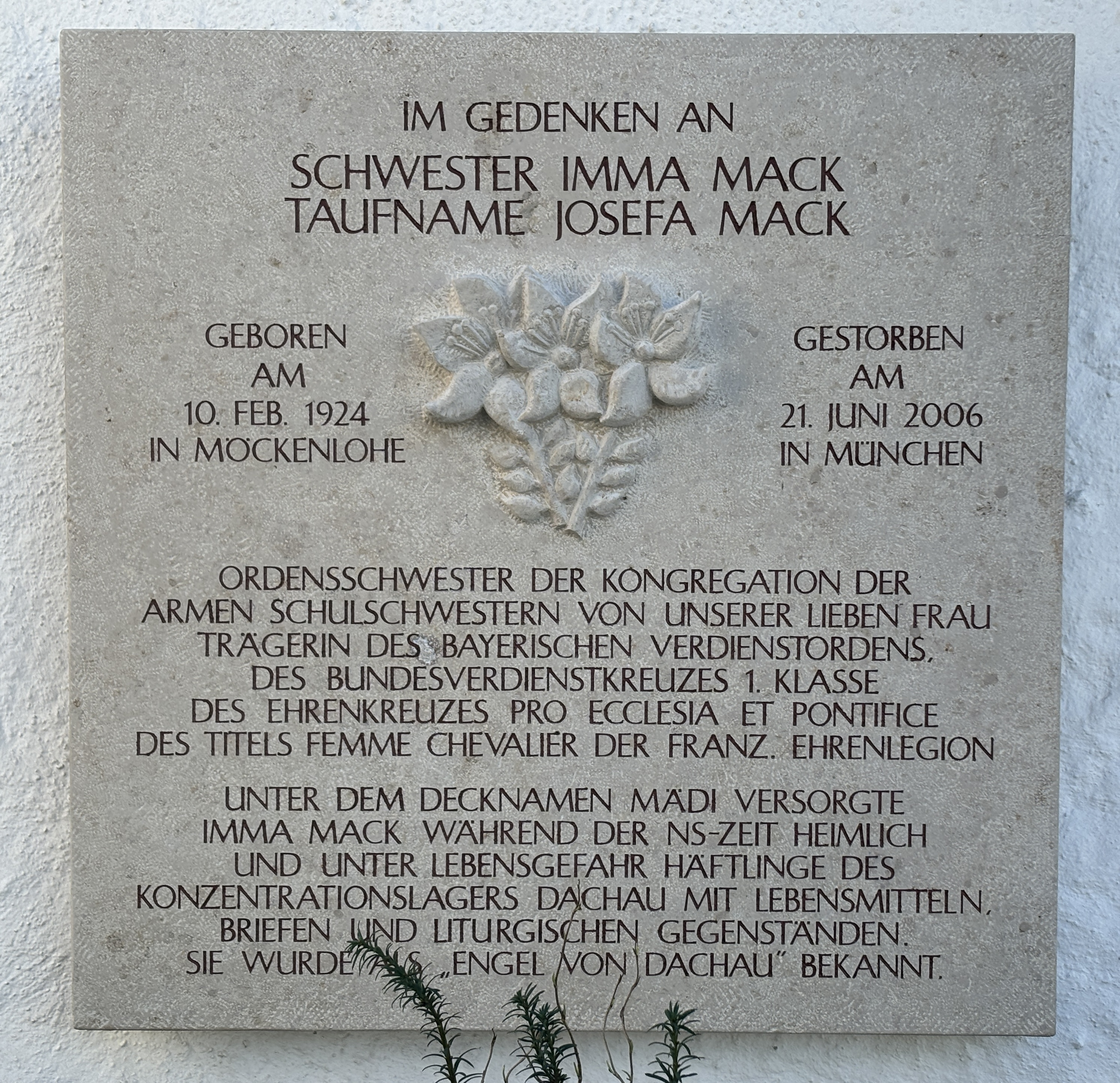
Gedenktafel in Möckenlohe

2001 erhielt Josefa Maria Imma Mack die Auszeichnung der Stadt München München leuchtet.
Da sich unter den von ihr versorgten Häftlingen auch viele Franzosen befanden, wurde sie am 19. Dezember 2004 als Ritterin „femme chevalier“ in die französische Ehrenlegion aufgenommen.
2005 wurde Schwester Josefa Maria Imma mit dem Bundesverdienstkreuz I. Klasse ausgezeichnet. Außerdem wurde ihr der päpstliche Ehrenpreis, das Ehrenkreuz Pro Ecclesia et Pontifice verliehen.
Am 16. Mai 2007 wurde die neue Realschule in Eching (Landkreis Freising) nach Imma Mack benannt.
2009 wurde im Münchner Stadtteil Au der Imma-Mack-Weg (verbindet die Franz-Prüller-Straße mit der Quellenstraße und überquert dabei den Auer Mühlbach) nach ihr benannt. In ihrem  Heimatdorf Möckenlohe (Gemeinde Adelschlag) gibt es einen Imma-Mack-Weg sowie seit 2024 anlässlich ihres 100. Geburtstages zu ihren Ehren eine Gedenktafel an der Friedhofsmauer.
Eine Gedenkstele des WiderstandsDenkmals am Platz der Freiheit (München) erinnert seit Juli 2016 an Josefa Mack.
In Freising wurde der Imma-Mack-Platz nach ihr benannt. In Ingolstadt ist ein Studierendenwohnheim nach ihr benannt.

## Werke
- Warum ich Azaleen liebe. Erinnerungen an meine Fahrten zur Plantage des Konzentrationslagers Dachau von Mai 1944 bis April 1945, EOS-Verlag, St. Ottilien, 11. Auflage 2008, ISBN 978-3-88096-750-2